# مرقد يحيى أبو القاسم
مرقد الامام يحيى أبو القاسم هو من مراقد وأضرحة مدينة الموصل ومن مشاهد العراق التاريخية، ويقع في حي الشفاء على ضفاف نهر دجلة قريباً من آثار قلعة باشطابيا، وأنشئ المرقد على القبر بعد وفاة الشيخ أبو محمد الفتح بن سعيد الكاري الموصلي في عام 220هـ، وهو مرقد أثري وجدرانهُ مزينة بالزخارف الرخامية القديمة، ويعلو مبنى المرقد قبة مخروطية الشكل، وفي المصلى يوجد محراب يقع في الزاوية الجنوبية من المرقد الذي يعتبر تحفة فنية نادرة، ومن الآثار المعمارية الاسلامية الباقية منذ القرن السابع الهجري، ولقد تهدم المرقد والمسجد القديم قبل عام 615هـ/ 1218م، وأعيد بنيان المرقد وتشييدهُ في عهد بدر الدين لؤلؤ عام 637هـ/1239م كما هو مثبت بالكتابات في الحائط على الجانب الأيمن لواجهة المرقد، وشيد المرقد على أنقاض المسجد القديم، وبنى إلى جانبهِ مدرسة، ولم يبقى من مبنى المدرسة والضريح سوى غرفة تعلوها قبة مزدوجة يفصل بينهما فراغ والقبة الداخلية منها مخروطية الشكل تتكون من عدة طبقات من المقرنصات الجميلة المبنية بالحجر على شكل هندسي جميل، ويوجد بجانب المرقد جامع حديث شيد عام 2001م، من قبل السيد غانم الدباغ وبعض المحسنين وتبلغ مساحة الجامع والمرقد حوالي 1000م2 تقريباً، ويعتقد بعض الباحثين أن عدداً من أقسام المرقد يعود تأريخها إلى عهد الفترة الأتابكية بدليل أن الأعمدة والمحاريب ذات طراز معماري أتابكي، أما مصلى الجامع فيتكون من أعمدة مزدوجة رباعية الأبدان لها تيجان مكعبة مزينة بزخرفة بينما يبدو المحراب مسطحا وهو يتضمن كتابات لنصوص قرآنية وكتابات أخرى لتذكارات الزائرين عبر العصور.
وفي عام 1916م استحدثت مديرية الآثار العامة في العراق دعامتين مستندتين على مصطبة في الجدار الشرقي من جانب النهر، منعا لانهياره بفعل التشققات التي ظهرت فيه منذ عام 1907م، ولقد جرى ترميمهُ وصيانته من قبل أحد المحسنين في شهر تموز من عام 1997م، وانتهت الصيانة في شهر تشرين الثاني من عام 1999م.
وفي شهر تموز من عام 2014 قام مسلحين تابعين لتنظيم داعش بتهديم وتفجير مبنى المرقد، وذلك في حملة منظمة شنها التنظيم لهدم وتفجير المراقد والأضرحة التاريخية في مدينة الموصل.